# 西村六郎
西村 六郎（にしむら ろくろう、1931年(昭和6年) - ）は、日本の翻訳家、元日本航空社員。

## 略歴
東京府豊多摩郡大久保町（現新宿区西大久保）生まれ。1955年東京大学教養学部教養学科フランス分科卒業。1957年同法学部卒業。日本航空株式会社に勤務。1963年フランス政府給費技術留学生。
アテネ支店長などを務め、ラフカディオ・ハーン（小泉八雲）の生地に記念碑を建てる運動などをした。
1991年から1992年、日本ペンクラブ事務局長。大江健三郎と親しく、大江、山口昌男らが1979年にバリ島へ旅行した時に手続きをした。

## 著書
- 『ケンジの日記 - ある柴犬との16年間の共生』（文藝春秋） 1997

## 翻訳
- 『民間航空』（ジャン・G・マレ, フレデリック・シミ、白水社、文庫クセジュ） 1966
- 『ショーソン 不滅の大作曲家』（ジャン・ガロワ、音楽之友社） 1974
- 『航空法概論』（ルイ・カルトゥ、白水社、文庫クセジュ） 1982
- 『近代ギリシア史』（ニコス・スボロノス、白水社、文庫クセジュ） 1988
- 『ラフカディオ・ハーン - その人と作品』（ジョゼフ・ド・スメ、恒文社） 1990
- 『オランダ史』（モーリス・ブロール、白水社、文庫クセジュ） 1994
- 『近代ギリシァ史』（C・M・ウッドハウス、みすず書房） 1997
- 『ビザンツ帝国史』（ポール・ルメルル、白水社、文庫クセジュ） 2003
- 『若き日のラフカディオ・ハーン』（O・W・フロスト、みすず書房） 2003

## 参考
- みすず書房
- 『現代日本人名録』 2002

## 註
1. ↑  大江健三郎『恢復する家族』